# Joseph Atsumi Misue
Joseph Atsumi Misue (jap. ヨゼフ 三末 篤實, Yosefu Misue Atsumi; * 24. April 1936 in Hirado, Präfektur Nagasaki, Japan; † 28. Juni 2016) war ein japanischer Geistlicher und römisch-katholischer Bischof von Hiroshima.

## Leben
Joseph Atsumi Misue empfing am 19. März 1962 die Priesterweihe.
Papst Johannes Paul II. ernannte ihn am 29. März 1985 zum Bischof von Hiroshima. Der Erzbischof von Osaka, Paul Hisao Yasuda, spendete ihm am 16. Juni desselben Jahres die Bischofsweihe; Mitkonsekratoren waren Erzbischof William Aquin Carew, Apostolischer Pro-Nuntius in Japan, und Peter Seiichi Shirayanagi, Erzbischof von Tokio und späterer Kardinal. Am 13. Juni 2011 nahm Papst Benedikt XVI. das von Joseph Atsumi Misue aus Altersgründen vorgebrachte Rücktrittsgesuch an.
Er war seit dem 23. September 1989 Ehrenmitglied der katholischen Studentenverbindung AV Edo-Rhenania zu Tokio im Cartellverband der katholischen deutschen Studentenverbindungen.